# آگنسا شاهنازاریان
آگنسا کنستانتینی شاهنازاریان (ارمنی: Ագնեսա Կոնստանտինի Շահնազարյան؛ انگلیسی: Agnesa Shahnazaryan؛ ۱۷ مارس ۱۹۸۰) یک بازیگر سینما اهل ارمنستان است. 

## زندگی‌نامه
وی در ۱۷ مارس ۱۹۸۰ در نویمبریان به دنیا آمد و از انستیتو دولتی سینما و تئاتر ایروان (۲۰۰۰) فارغ‌التحصیل شد. وی همچنین برندهٔ جوایزی همچون مدال طلای وزارت فرهنگ جمهوری ارمنستان شده‌است.

## گزیده فیلمشناسی
از فیلم‌ها یا برنامه‌های تلویزیونی که وی در آن نقش داشته‌است می‌توان به دانه انار (مجموعه تلویزیونی ارمنستانی) اشاره کرد.